# Rolls-Royce Power Systems
Rolls-Royce Power Systems AG (Rols-Royce Sistemas de Energía en español) es el nombre de una empresa industrial alemana, que tiene intereses en una serie de marcas e instalaciones de fabricación de motores, propiedad de Rolls-Royce Holdings.
La compañía anteriormente cotizaba, de 2006 a 2014, como Tognum AG. Antes de 2006, la compañía principal, MTU Friedrichshafen GmbH, era un componente de Daimler AG Powersystems Off-Highway.

## Historia
Tognum AG se formó cuando el fondo de inversión privada EQT IV adquirió a finales de 2005 varias divisiones ajenas al transporte por carretera de Daimler AG. Todas las unidades asumieron la marca corporativa, pero pasaron a operar de manera independiente.
La compañía se hizo pública el 2 de julio de 2007, incluida en el segmento Prime Standard de la Bolsa de Fráncfort. EQT retuvo una participación minoritaria del 22,3% hasta abril de 2008, cuando se vendió a Daimler AG.
Rolls-Royce Holdings y Daimler AG lanzaron un oferta pública de adquisición para hacerse con el control de Tognum en marzo de 2011. Las dos compañías anunciaron el 24 de junio de 2011 que su tender offer conjunta de 3400 millones de euros había tenido éxito, con el 94% de los accionistas de Tognum aceptando la propuesta. Una vez que se completó la adquisición, Tognum pasó a funcionar como una empresa conjunta 50-50, con Rolls-Royce fusionando su unidad de motores diésel Bergen Marine en la operación.
La adquisición de Tognum por las dos compañías se completó en septiembre de 2011 y el negocio continuó operando como Tognum AG hasta enero de 2014, cuando pasó a llamarse Rolls-Royce Power Systems AG. Rolls-Royce Holdings confirmó en marzo de 2014 que compraría la participación del 50% de Daimler AG en la empresa conjunta. Daimler AG seguiría suministrando motores a Rolls-Royce como parte de los acuerdos de suministro existentes a largo plazo que se extendieron hasta 2025. Como resultado de estos acuerdos, los Motores MTU más pequeños derivados de la gama de motores diésel de Daimler AG serían utilizados en sus vehículos comerciales de carretera.
Rolls-Royce financió la adquisición a través de una combinación de efectivo y de algunos préstamos, pagando a Daimler AG alrededor de 1900 millones de libras (2300 millones de euros) por su participación en el negocio. Los analistas esperaban que el acuerdo agregase entre un 5 y un 6% a las ganancias de Rolls-Royce. Daimler AG utilizaría los ingresos para financiar inversiones en su negocio automotriz principal.

## Marcas operativas
- MTU Friedrichshafen
- MTU Onsite Energy
- MTU Estados Unidos
- Motores industriales Mercedes-Benz
- L'Orange GmbH
- Bergen Engines AS

También existe una empresa conjunta con Transmashholding, llamada MTU Transmashholding Diesel Technologies, que produciría motores de la serie MTU 4000 en una fábrica cerca de Kolomna en Rusia.

## MTU in situ Energy
MTU Onsite Energy, una marca de Rolls-Royce Power Systems, ofrece una gama de sistemas generadores en gas y diésel para necesidades de energía de emergencia y de reserva.
Distribuidores de  MTU Onsite Energy
1. Pacific Power Group - "Pacific Power Group es ahora el distribuidor de MTU Onsite Energy en Alaska, Hawái, Idaho, Washington y Oregón. La compañía también ofrece un servicio extendido en todo el oeste de los EE. UU." .[18] En enero de 2016, Pacific Power Group fue galardonado distribución exclusiva en Alaska, que previamente había sido compartida con otro distribuidor.[18]
2. Stewart y Stevenson Power Products
3. Wajax Power Systems
4. Collicutt Energy Services
5. Antilles Power Depot

Proyectos de  MTU Onsite Energy
- Oceanic Time Warner Cable Hawaii - Oceanic Time Warner actualmente usa equipos de MTU Onsite Energy para sus sistemas de energía de respaldo y generación de energía.[19] Actualmente, Time Warner Cable posee alrededor de 15 generadores de emergencia y transferencia diésel de MTU Onsite Energy, con potencias de 50, 250 y 350 kW en Oahu y en la Isla Grande.[19]
- Daimler Trucks North America: en 2014, Daimler Trucks comenzó la construcción de una nueva sede corporativa de 25.000 metros cuadrados en Portland, Oegón.[20] MTU Onsite Energy suministró generadores con una potencia de 600 kW que se instalaron como sistema de energía de respaldo.[21]

## Motores marinos

### Motores diésel
- Bergen B series
- Bergen C series
- Bergen K series
- Crossley Pielstick

### Motores alternativos
- Bergen B series
- Bergen K series